# Majewo-Kolonia
Majewo-Kolonia – nieoficjalna nazwa kolonii wsi Majewo w Polsce położona w województwie warmińsko-mazurskim, w powiecie elbląskim, w gminie Milejewo.
Miejscowość położona jest na Wysoczyźnie Elbląskiej na wschodniej stronie drogi krajowej nr 22.
W latach 1975–1998 miejscowość administracyjnie należała do województwa elbląskiego.